# Joannes van Liefland
Joannes van Liefland (gedoopt Utrecht 1 augustus 1809 – aldaar, 29 juni 1861) was een Nederlands schilder en tekenaar. Hij wordt ook vermeld als Johannes van Liefland.

## Leven en werk
Van Liefland werd katholiek gedoopt in Utrecht als zoon van koekenbakker Joannes van Liefland en Helena de Bruijn. Hij was een leerling van de Stadstekenschool onder leiding van Jan Lodewijk Jonxis en Bruno van Straaten, later van Reinier Craeyvanger.

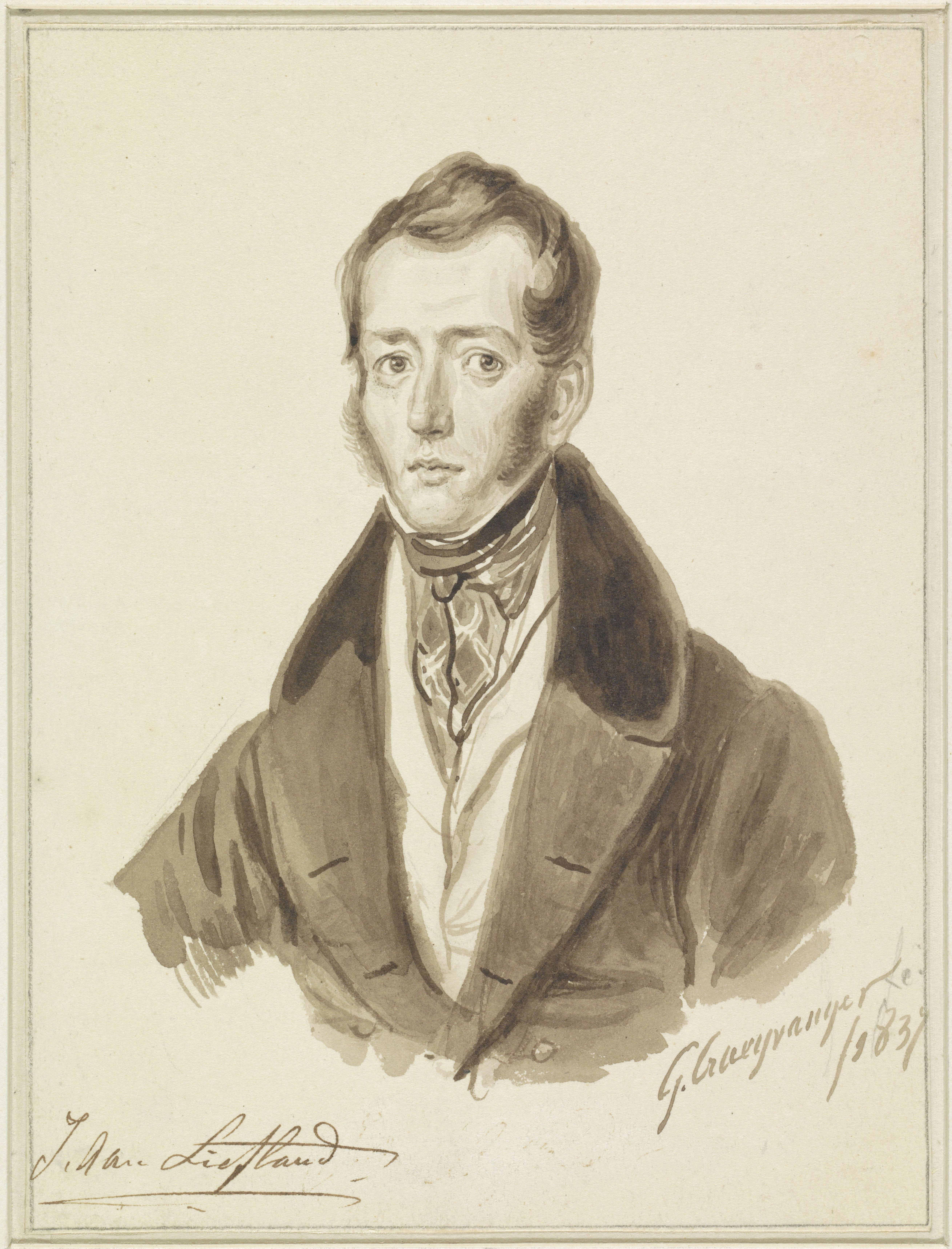
Portret van Van Liefland door Gijsbertus Craeyvanger

Hij schilderde en tekende vooral stadsgezichten, hij maakte daarnaast etsen en litho's. Van Liefland nam deel aan diverse exposities, waaronder de tentoonstellingen van Levende Meesters in Utrecht, Den Haag, Groningen en Zwolle. Hij ontwierp ook de hydrobact, een toestel waarmee iemand die niet kon zwemmen toch te water kon gaan.
Van Liefland gaf in losse delen Utrechts oudheid in afbeelding en beschrijving (1857) en de Kronijk voor Utrecht's beeldende kunst en nijverheid (1858) uit, die hij van eigen prenten voorzag. De eerste serie verscheen in 1860 gebonden in boekvorm, de tweede postuum in 1862. 
Hij overleed in 1861, op 51-jarige leeftijd. Van Liefland bleef ongehuwd. Zijn werk is onder meer opgenomen in de collecties van Het Utrechts Archief, het Centraal Museum en het Rijksmuseum Amsterdam.
In de stad Utrecht is er een straat op het Tuindorp-West Complex naar hem vernoemd: de Van Lieflandlaan.

## Werken (selectie)

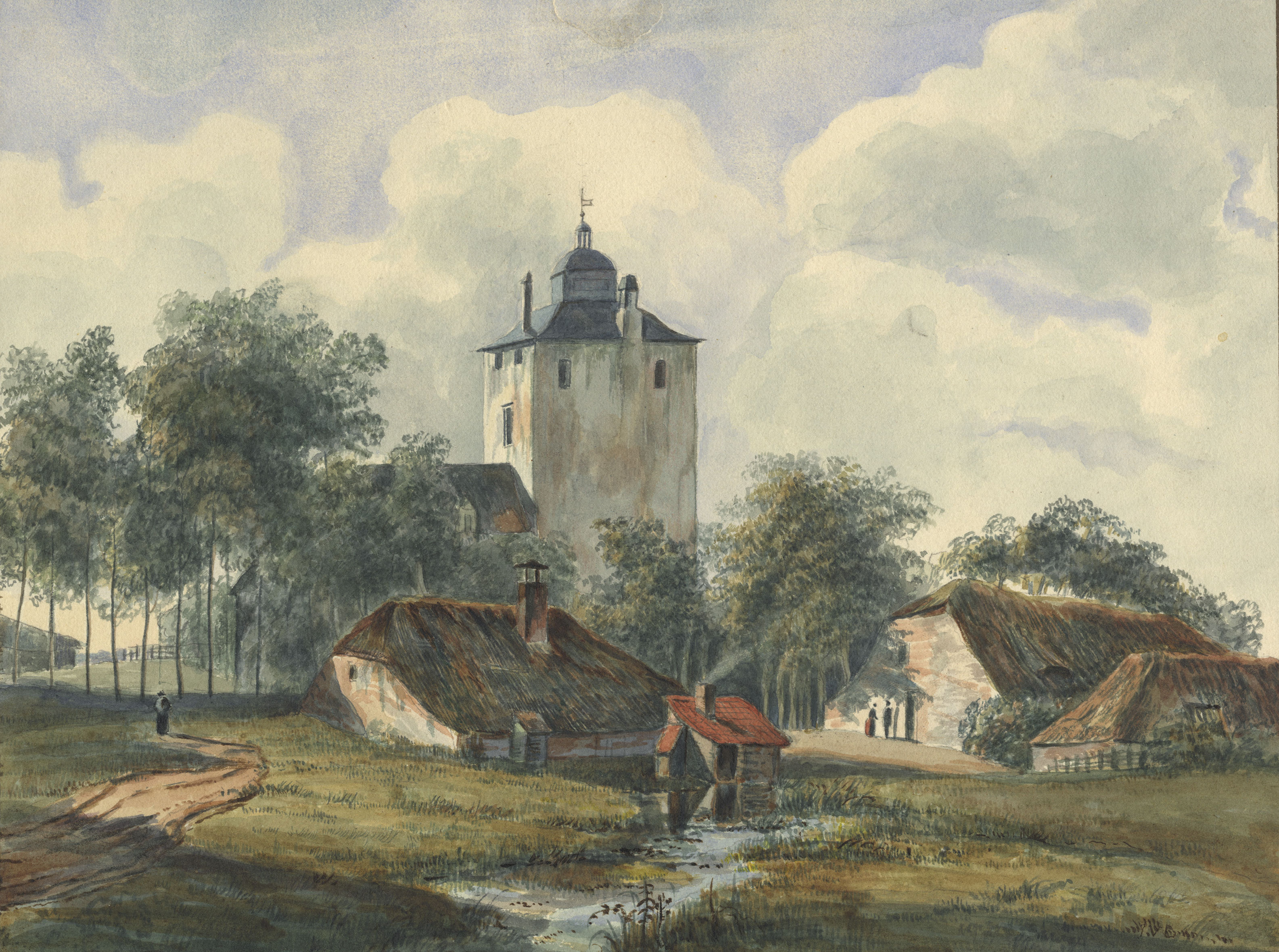
Gezicht op het kasteel Den Ham bij Vleuten (1833)
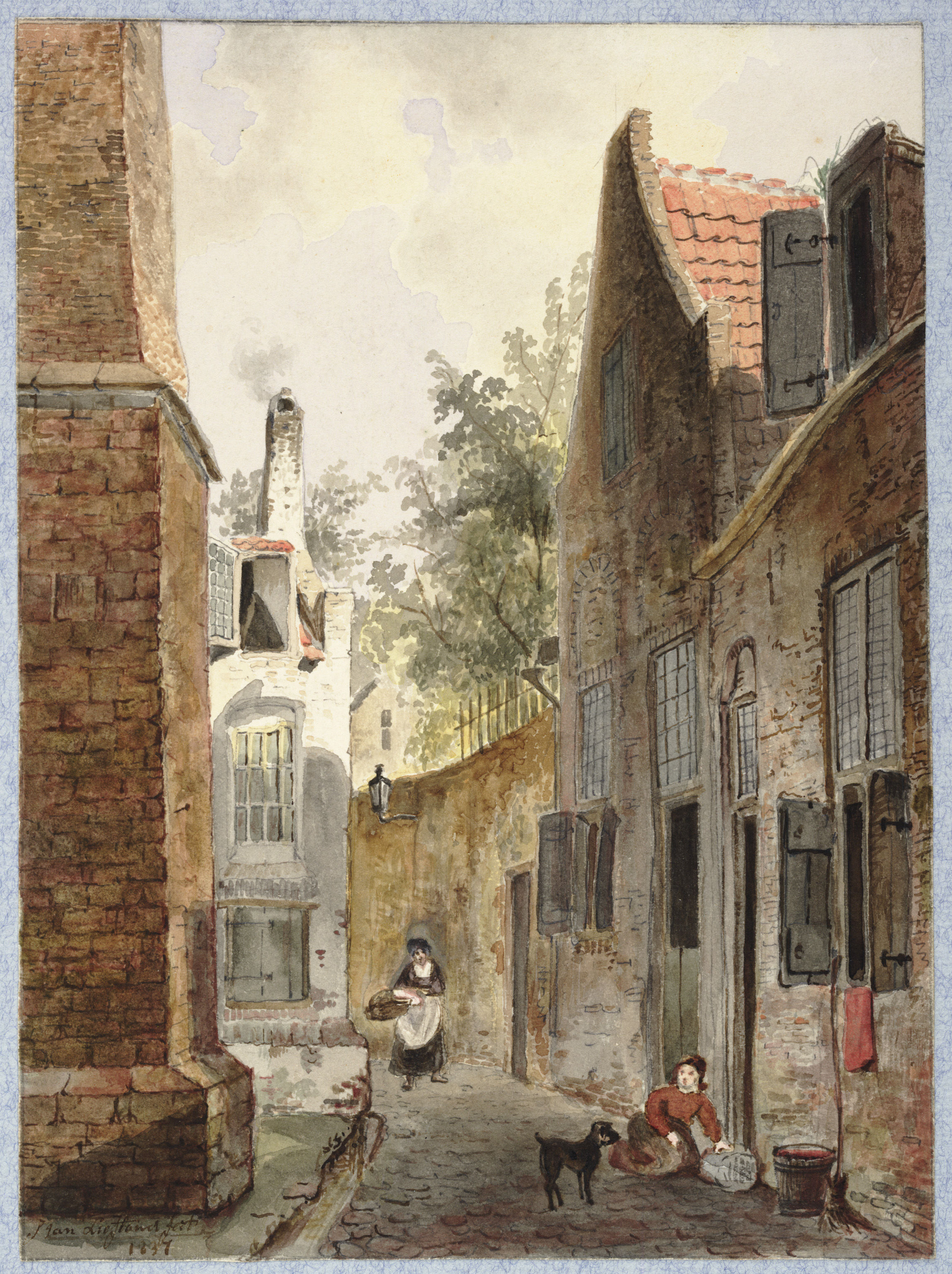
Gezicht in de Jacobskerksteeg te Utrecht (1837)
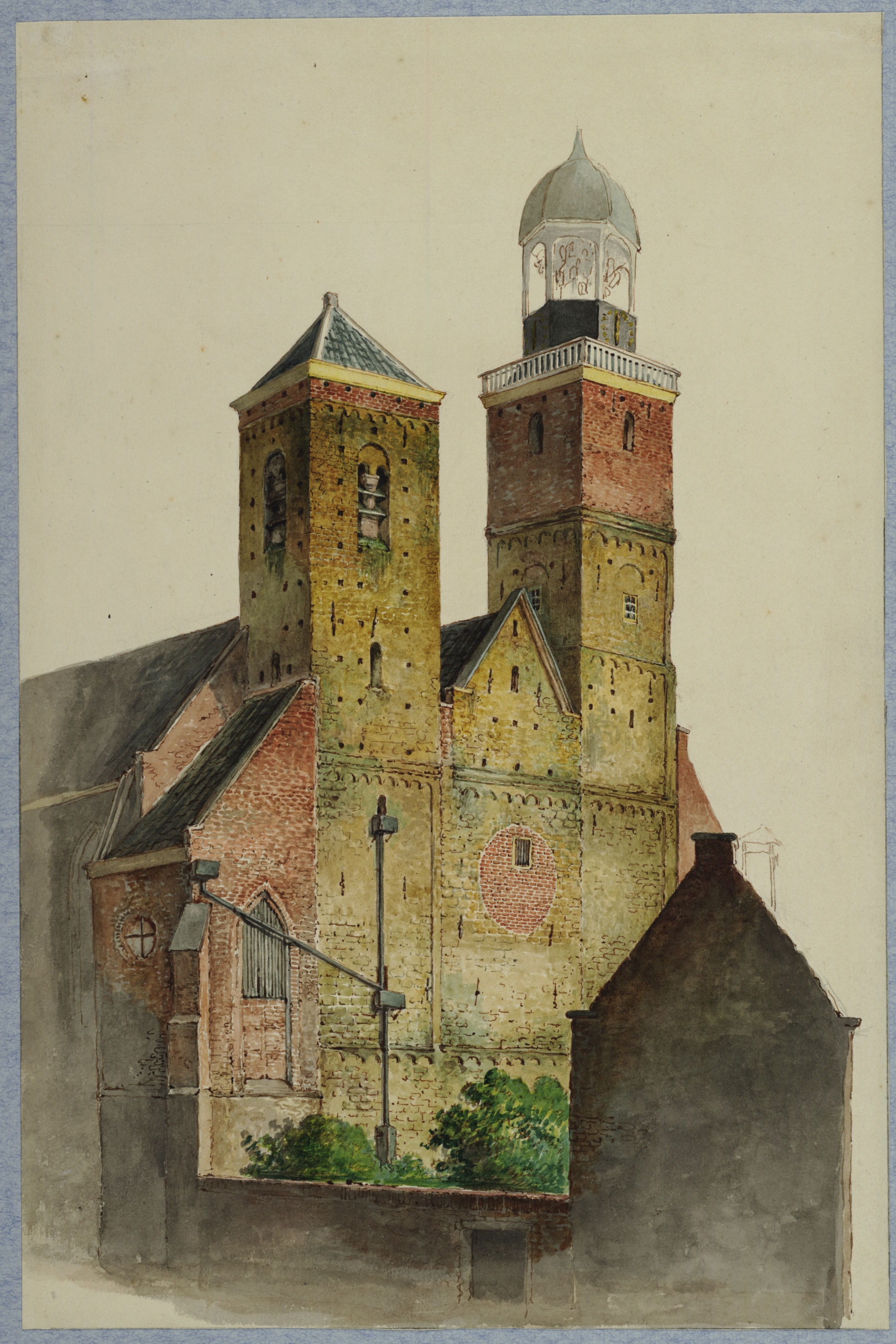
Gezicht op de westpartij van de Nicolaïkerk te Utrecht (1845)
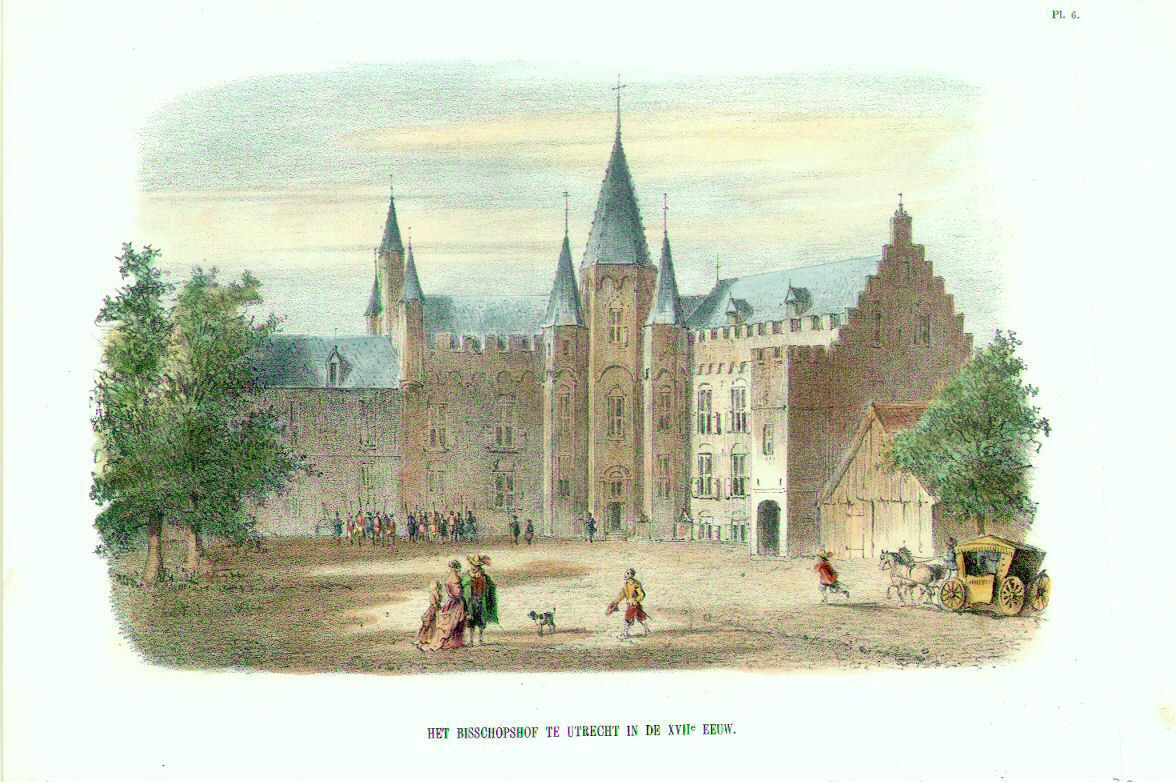
Gezicht op het Bisschopshof te Utrecht vanaf de binnenplaats (1857)
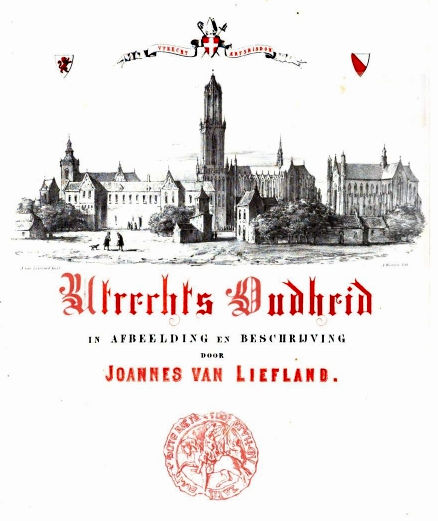
Detail titelblad "Utrechts oudheid" (1860)

## Publicatie
- 1860 Utrechts oudheid in afbeelding en beschrijving door Joannes van Liefland kunstschilder te Utrecht. Utrecht: T. de Bruijn.
- 1862 Kronijk voor Utrecht's beeldende kunst en nijverheid. Utrecht: Wed. F. Herfkens en zoon.

- Biografisch Portaal: 37587717
- Nederlandse Thesaurus van Auteursnamen: 070111731
- RKD-Nederlands Instituut voor Kunstgeschiedenis: 49946
- Union List of Artist Names: 500153649
- Virtual International Authority File: 290224949
- WorldCat: E39PBJdgYqCPJD9pMdVCmGDDv3